# 氷川ダム
氷川ダム（ひかわダム）は、熊本県八代市、二級河川・氷川本流上流部に建設されたダムである。
熊本県が管理する県営ダムで、高さ56.5メートルの重力式コンクリートダム。氷川総合開発計画の一環として氷川流域の治水と利水を目的に国庫の補助を受けて建設された補助多目的ダムである。1986年（昭和61年）にはダム管理・運営に必要な電力をまかなう小規模な管理用水力発電所（最大出力570キロワット）をダム直下に新設している。現在ダムの機能を強化するためのかさ上げを中心としたダム再開発事業を施工中である。ダムによって形成された人造湖は、肥後平家湖（ひごへいけこ）と命名された。

## 沿革
氷川流域一帯は度々洪水に見舞われていた一方、水田・畑地・柑橘畑では水不足に悩んでいた上、上水道の普及も遅れていた。
そのため、熊本県は氷川総合開発計画を策定し、流域の災害対策及び周辺自治体の上水道・かんがい水路の整備等を行った。氷川ダムは計画の中心を成すものである。
上水道は1976年（昭和51年）に八代海を横断する海底送水管が設置され上天草市大矢野町まで送水されるようにもなった。
なお、計画段階では水力発電も行う予定であったが建設は行われず、1986年（昭和61年）に小規模な管理用水力発電所が建設されたのみである。

## 嵩上げ事業
氷川ダム再開発事業により、豪雨時の予備放流の解消及び冬場の水量確保を目的とし、1990年（平成2年）より嵩上げ事業を実施している。
2001年（平成13年）に嵩上げ工事時の作業スペースの確保、ダムコン（ダム管理用制御処理設備）の更新計画に対応すべく管理棟の改築工事が行われた。
完了後は堤高58.5m、堤頂長202m、堤体積113,300m³、総貯水容量7,100,000m³、有効貯水容量5,900,000m³となる予定である。

## 周辺

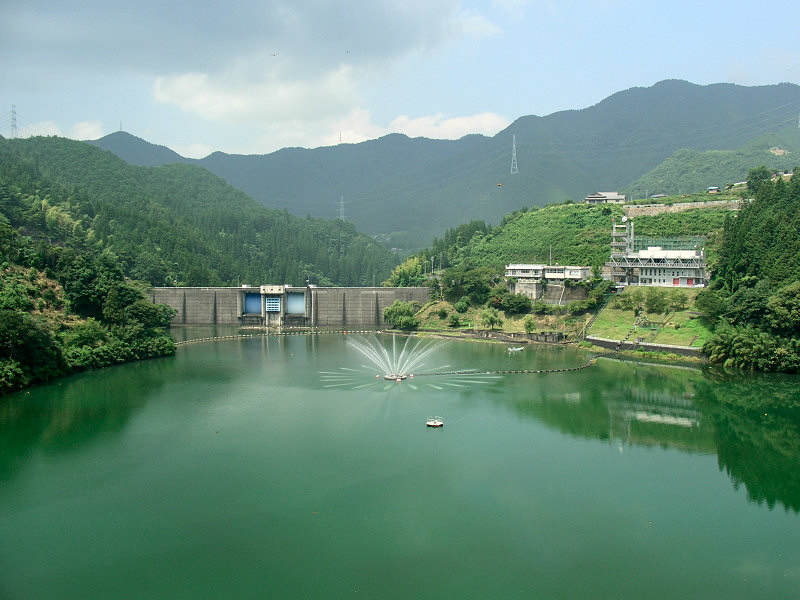
上流側からみたダム湖

ダム湖は1987年（昭和62年）に公募によって平家落人伝説にちなんだ名称「肥後平家湖（ひごへいけこ）」と名付けられた。ダム湖は八代農業高校泉分校のカヌー部が練習に使用している。
また、水質浄化を目的として噴水が設けられライトアップが行われているほか、遊歩道や広場が整備され桜の名所としても知られている。
- 物産館ふれあいセンターいずみ - ダムサイトから約1km
- 八代市立泉第一小学校 - ダムサイトから約1Km

### 氷川ダム管理所

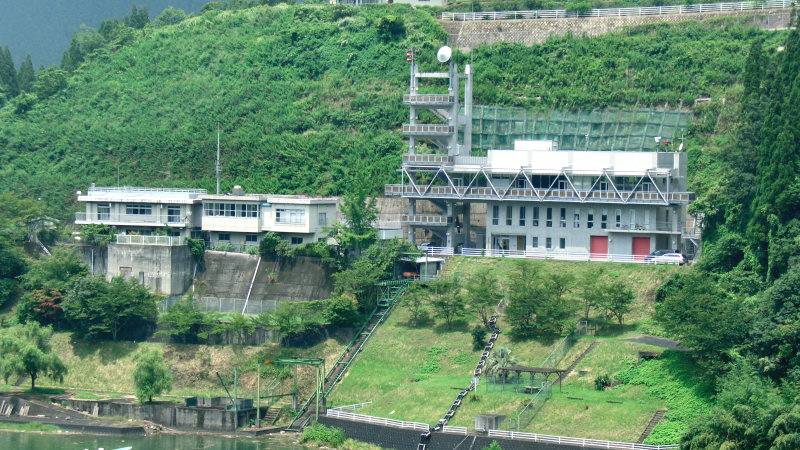
氷川ダム管理所

当ダムの管理棟はくまもとアートポリス参加プロジェクトであるため特徴的な形状をしており展望デッキ等も備えている。
- 建築概要
- 設計：野中暉夫
- 竣工：2001年
- 敷地面積：1275m2
- 建築面積：352m2
- 延床面積：714m2
- 構造：RC造,S造
- 規模：地上3階
- 所在地：八代市泉町下岳

## 交通
ダムサイト近くには麻生交通氷川ダムバス停や産交バス氷川ダム前バス停がある。
産交バスは八代市中心部や鹿児島本線有佐駅路線が利用できる。
2009年3月31日を以って熊本市内(熊本交通センター)を結ぶ熊本バス｢氷川ダム線」が廃止・区間撤退。
翌2009年4月1日から御船町に本拠を置く麻生交通が熊本バス甲佐営業所の区間を運行。
※熊本市内は甲佐にて乗り継ぎ。
また、道路は国道443号が国道3号との合流地点から氷川ダムまで氷川右岸を走り、ダム付近からは熊本県道52号小川泉線が別れ氷川右岸を走っている。

## 参考資料
- 『氷川総合開発計画書』：熊本県 1964年
- 『氷川等水域の概況』：熊本県公害部 1976年
- 『氷川水系氷川 ダム周辺環境整備事業計画書』：熊本県 1978年
- 熊本日日新聞データベース